# روکفور
روکفور (US: ‎/ˈroʊkfərt/‎ یا UK: ‎/rɒkˈfɔː/‎; فرانسوی: [ʁɔk.fɔʁ]; از زبان اکسیتان ròcafòrt تلفظ اکسیتان: [ˌrɔkɔˈfɔrt]) یک پنیر ساخته شده از شیر گوسفند است.
این پنیر که در کشور فرانسه ساخته می‌شود از آن به عنوان شاه‌پنیر فرانسه یاد می‌شود، روکفور که تأثیرات ضدالتهابی دارد برای تولید هر کیلوگرم از آن نیاز به ۴٫۵ لیتر شیر می‌باشد.
روکفور نوعی پنیر آبی شیر گوسفند از جنوب فرانسه است. اگرچه پنیرهای مشابه در جاهای دیگر تولید می‌شوند، قانون اتحادیه اروپا حکم می‌کند که فقط آن دسته از پنیرهایی که در غارهای طبیعی کومبالو در روکفورت سور زولزون فرآوری شده‌اند، می‌توانند نام روکفور را داشته باشند، زیرا این یک نشانه جغرافیایی شناخته شده‌است و دارای یک نشان مبدأ محافظت شده‌است.
این پنیر سفید، تند، خامه ای و کمی مرطوب، با رگه‌های کپک آبی است. دارای رایحه و طعم مشخص با طعم اسید بوتیریک است. رگه‌های آبی رنگ تیز ایجاد می‌کنند و پوسته شدگی ندارند. نمای بیرونی خوراکی و کمی شور است. یک حلقه قالب معمولی روکفور بین ۲٫۵ و ۳ کیلوگرم (۶ و ۷ پوند) وزن دارد و حدود ۱۰ سانتیمتر (۴ اینچ) ضخامت آن است. تولید هر کیلوگرم پنیر کامل به حدود ۴٫۵ لیتر شیر نیاز دارد. در فرانسه، روکفور را «پادشاه پنیرها» یا «پنیر پادشاهان» می‌نامند، اگرچه این نام‌ها برای پنیرهای دیگرینیز استفاده می‌شود.

## تاریخ
طبق افسانه‌ها، پنیر روکفور زمانی کشف شد که جوانی در حالی که ناهار خود را از نان و پنیر شیر میش می‌خورد، دختری زیبا را از دور دید. او در حالی که غذای خود را در غار نزدیکی رها کرد، به ملاقات او دوید. وقتی چند ماه بعد برگشت، قارچ (پنیسیلیوم روکفورتی) پنیر ساده او را به روکفور تبدیل کرده بود.
در سال ۷۹ پس از میلاد، پلینیوس بزرگ پنیرهای لوزاره(Lozère) وگوادان(Gévaudan) را ستود و محبوبیت آنها را در روم باستان رد. در سال ۱۷۳۷، ژیان آستروک پیشنهاد کرد که این اولین اشاره به پیشینه روکفور است. این نظریه به‌طور گسترده مورد توجه قرار گرفت و در دهه ۱۸۶۰ توسط سوسیسته دس کاوس Société des Caves ترویج شد. دیگران این ایده را رد کرده‌اند، به این دلیل که پلینیوس به وضوح پنیر آبی را معرفی نمی‌کند. هیچ اتفاق نظر روشنی در مورد معنای توصیف پلینیوس وجود ندارد - آن را به عنوان ارجاع به فروم فریس، پنیر ترشی در آب انگور، و حتی فوندو، و همچنین اشاره به روکفور تفسیر کرده‌اند.
در قرون وسطی، روکفور به یک پنیر شناخته شده تبدیل شده بود. در ۴ ژوئن ۱۴۱۱، چارلز ششم انحصار رسیدن پنیر را به مردم Roquefort-sur-Soulzon، همان‌طور که برای قرن‌ها انجام می‌دادند، اعطا کرد.
در سال ۱۹۲۵، زمانی که مقررات کنترل اصالت تولید و نامگذاری آن برای اولین بار تعریف شد، این پنیر اولین دریافت کننده نام تجاری اصلی فرانسه بود. در سال ۱۹۶۱، در یک حکم مهم که تقلید را حذف کرد، دادگاه در مییو حکم داد که اگرچه روش تولید پنیر می‌تواند در سراسر جنوب فرانسه دنبال شود، اما فقط آن دسته از پنیرهایی که رسیدن آنها در غارهای طبیعی رخ داده‌است و در کوه‌های کومبالو تولید شده‌اند مجاز اند نام روکفور را داشته باشند.

## تولید

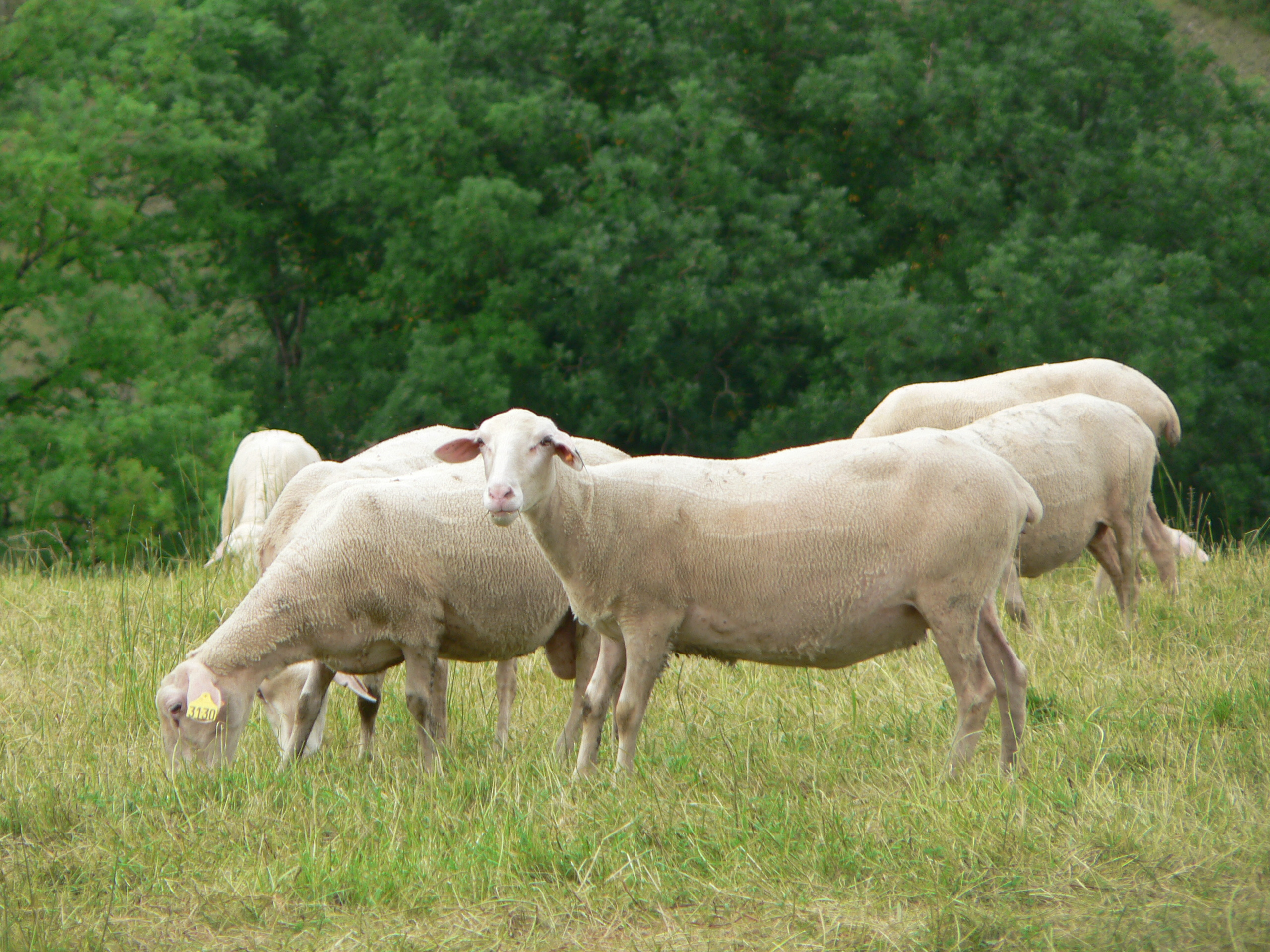
گله لاکون در فرانسه

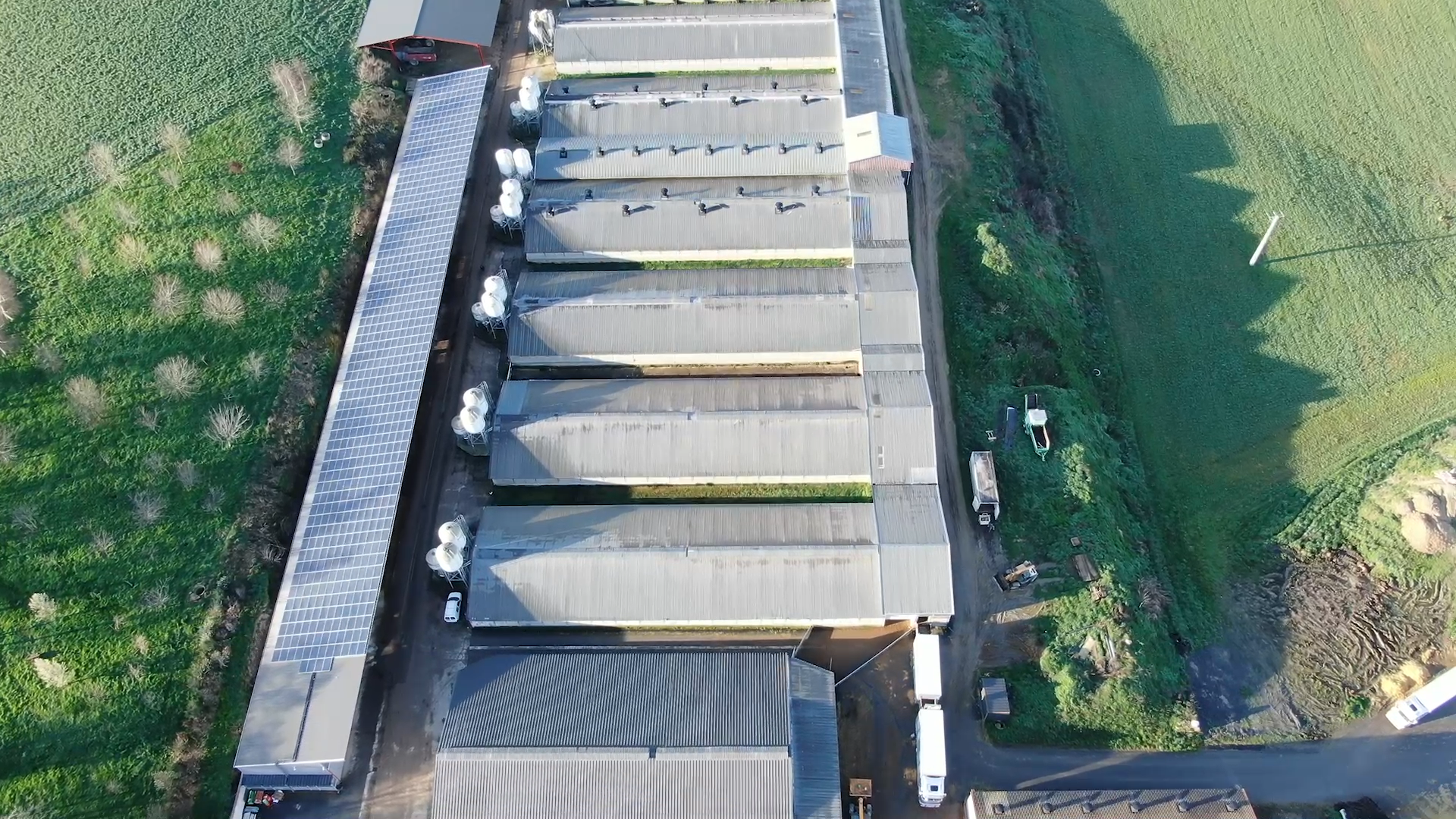
مزرعه روکفور در جنوب فرانسه

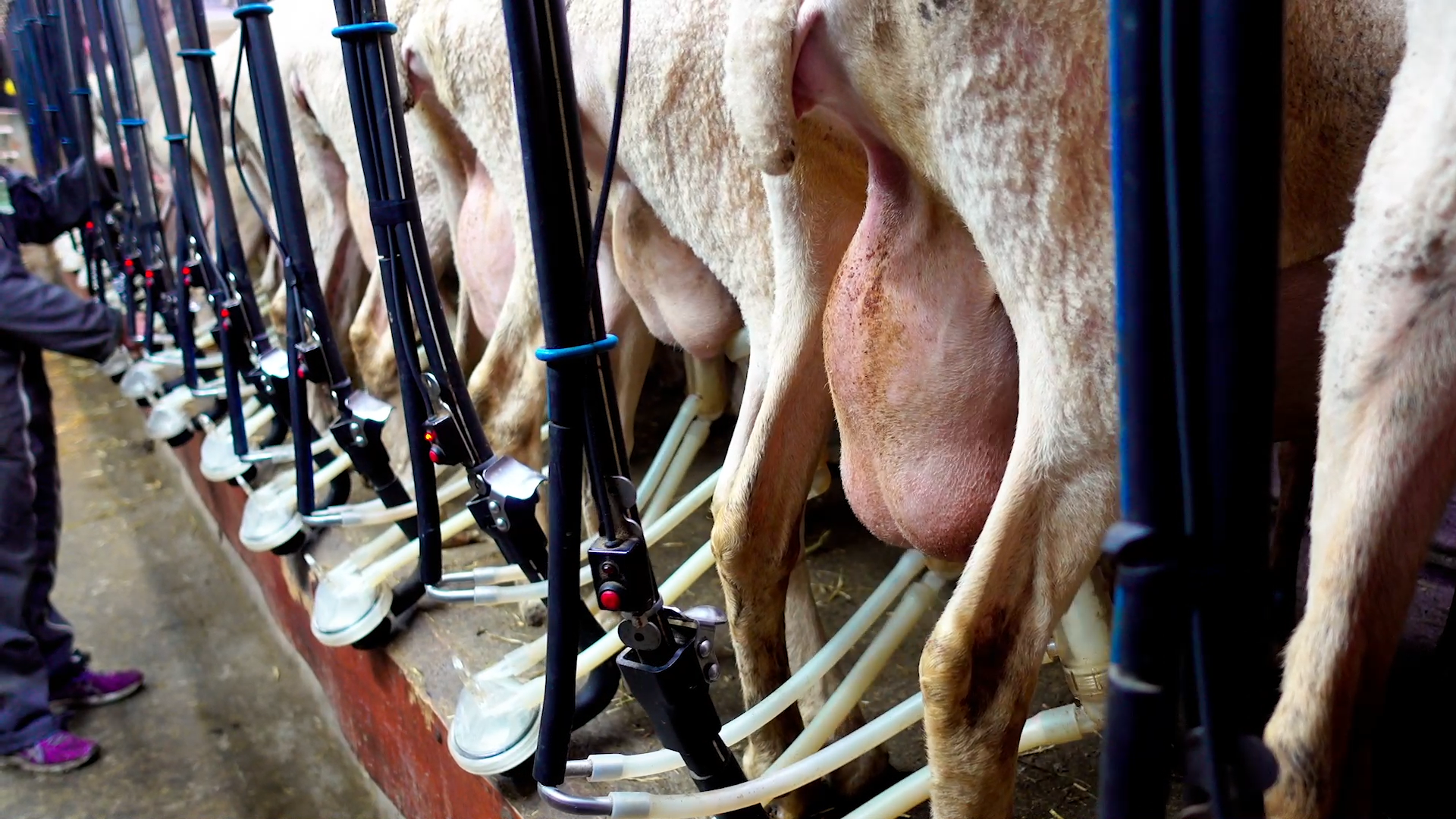
دوشیدن گوسفند برای تولید روکفور

کپکی (قارچ) که به روکفور ویژگی متمایز می‌دهد (پنیسیلیوم روکفورتی) در خاک غارهای محلی یافت می‌شود. به‌طور سنتی، پنیرسازان آن را با گذاشتن نان در غارها به مدت شش تا هشت هفته تا زمانی که توسط کپک مصرف شود تولید می‌کردند. سپس داخل نان خشک می‌کردند تا پودر تولید شود. در دوران مدرن، قارچ را می‌توان در آزمایشگاه رشد داد، که باعث قوام بیشتر می‌شود. قارچ ممکن است به شیر لخته اضافه شود یا به عنوان یک آئروسل از طریق سوراخ‌هایی که در پوست ایجاد شده‌است وارد شود.
روکفورت به‌طور کامل از شیر گوسفند نژاد لاکاونه تهیه می‌شود. قبل از مقررات کنترل اصالت نام (AOC) در سال ۱۹۲۵، گاهی اوقات مقدار کمی شیر گاو یا بز اضافه می‌شد. دور و بر۴٫۵ لیتر (۱ ۱⁄۴ گالون آمریکایی) شیر برای تهیه یک کیلوگرم روکوفور لازم است.
پنیر در سراسر دپارتمان آویرون و بخشی از دپارتمان های اطراف اود، لوزر، گار، ارو و تارن تولید می‌شود.
تا ۲۰۰۹۷ تولید کنند پنیر روکفور وجود داشت که مشهورترین آنها روکفور سوسیسته بود که دود شصت درصد آن را تولید می‌کرد. و بیشتر غارهای تولید این پنیر را در اختیار داشت. دیگران هر یک فقط یک غار را داشند.
حدود سه میلیون پنیر در سال ۲۰۰۵ (۱۸۸۳۰ تن) تولید شد و پس از Comte، دومین پنیر محبوب فرانسه، آن را ساخت.

### مصرف و سایر مصارف
غذاهای منطقه‌ای در آویرون و اطراف آن شامل بسیاری از دستور العمل‌های مبتنی بر روکفور برای سس‌های گوشتی غذای اصلی، تارتها و کیش‌های مرزه، پای، و شکم‌پرها است.
پنی سیلیوم روکوفورتی پنی سیلین تولید نمی‌کند. با این حال، به دلیل وجود سایر پروتئین‌های ضد التهابی، در مناطق روستایی رایج بود که چوپانان این پنیر را روی زخم‌ها بمالند تا از قانقاریا جلوگیری کنند.

### مقررات AOC
Appellation d'origine contrôlée قواعد بر تولید روکفورت بر اساس تعدادی از قواعد وضع شده توسط INAO می‌باشد. این موارد عبارتند از:
1. تمام شیر مصرفی باید حداقل ۲۰ روز پس از زایمان تحویل داده شود.
2. گوسفندان باید در صورت امکان در منطقه‌ای که بیشتر آویرون و بخش‌هایی از بخش‌های مجاور را شامل می‌شود، در چراگاه باشند. حداقل ۷۵ درصد غلات یا علوفه تغذیه شده باید از منطقه تأمین شود.
3. شیر باید کامل و خام باشد (بالای ۳۴ درجه سلسیوس [۹۳ درجه فارنهایت] حرارت داده نشود)، و بدون فیلتر به جز برای حذف ذرات ماکروسکوپی.
4. افزودن مایه پنیر باید ظرف ۴۸ ساعت پس از دوشش انجام شود.
5. پنیسیلیوم روکفورتی مورد استفاده در تولید باید در فرانسه از غارهای طبیعی رپکفورتی-سور-سولزون تولید شود.
6. فرایند نمک زدن باید با استفاده از نمک خشک انجام شود.
7. کل فرایند بلوغ، برش، بسته‌بندی و یخچال پنیر باید در برزنهای روکفور-سور-سولزون انجام شود.

### محتوای گلوتامات
روکفور دارای مقادیر بالای گلوتامات آزاد به مقدار ۱۲۸۰ میلی‌گرم در هر صد گرم پنیر است.

## فواید سلامتی
طبق یک مطالعه در سال ۲۰۱۲، روکفور حاوی ترکیبات ضد التهابی است. مطالعه ای در سال ۲۰۱۳ نشان داد که پروتئین‌های پنیر روکفور از تکثیر کلامیدیا و جا به جایی لکوسیت LPS (لیپوپلی ساکارید) جلوگیری می‌کند.

## نگارخانه

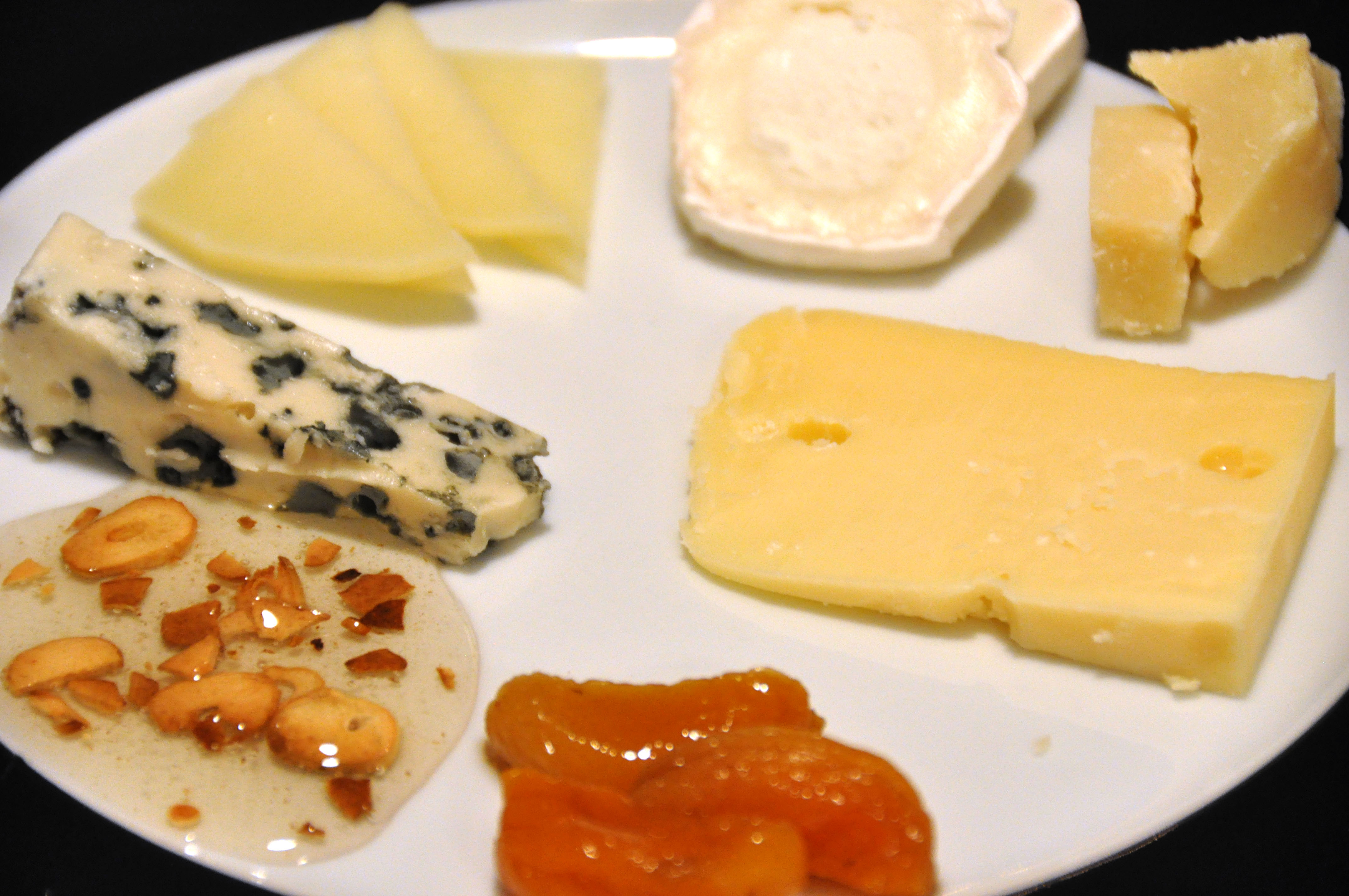
پنیر روکفور در میز صبحانه
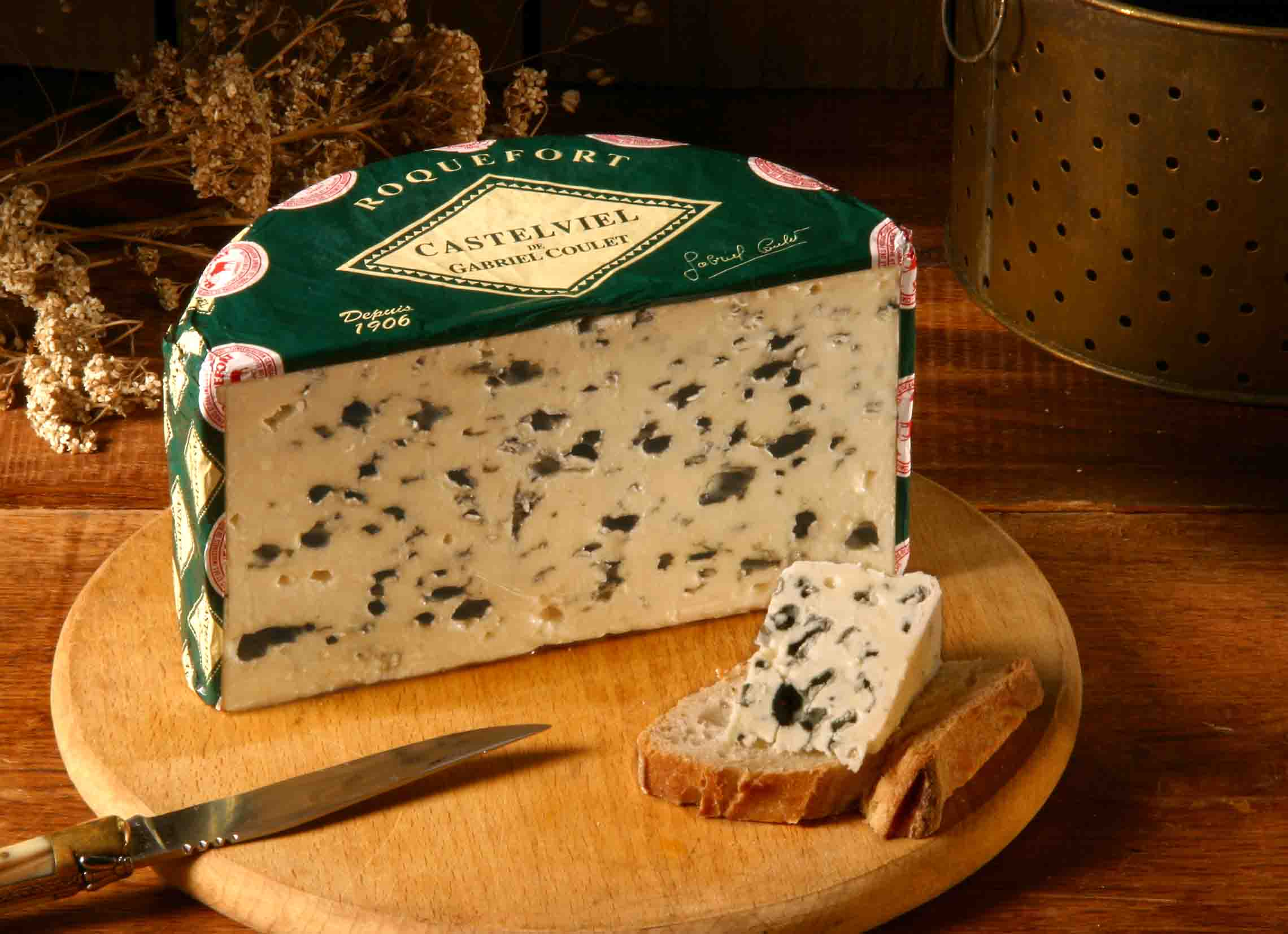
پنیر روکفور
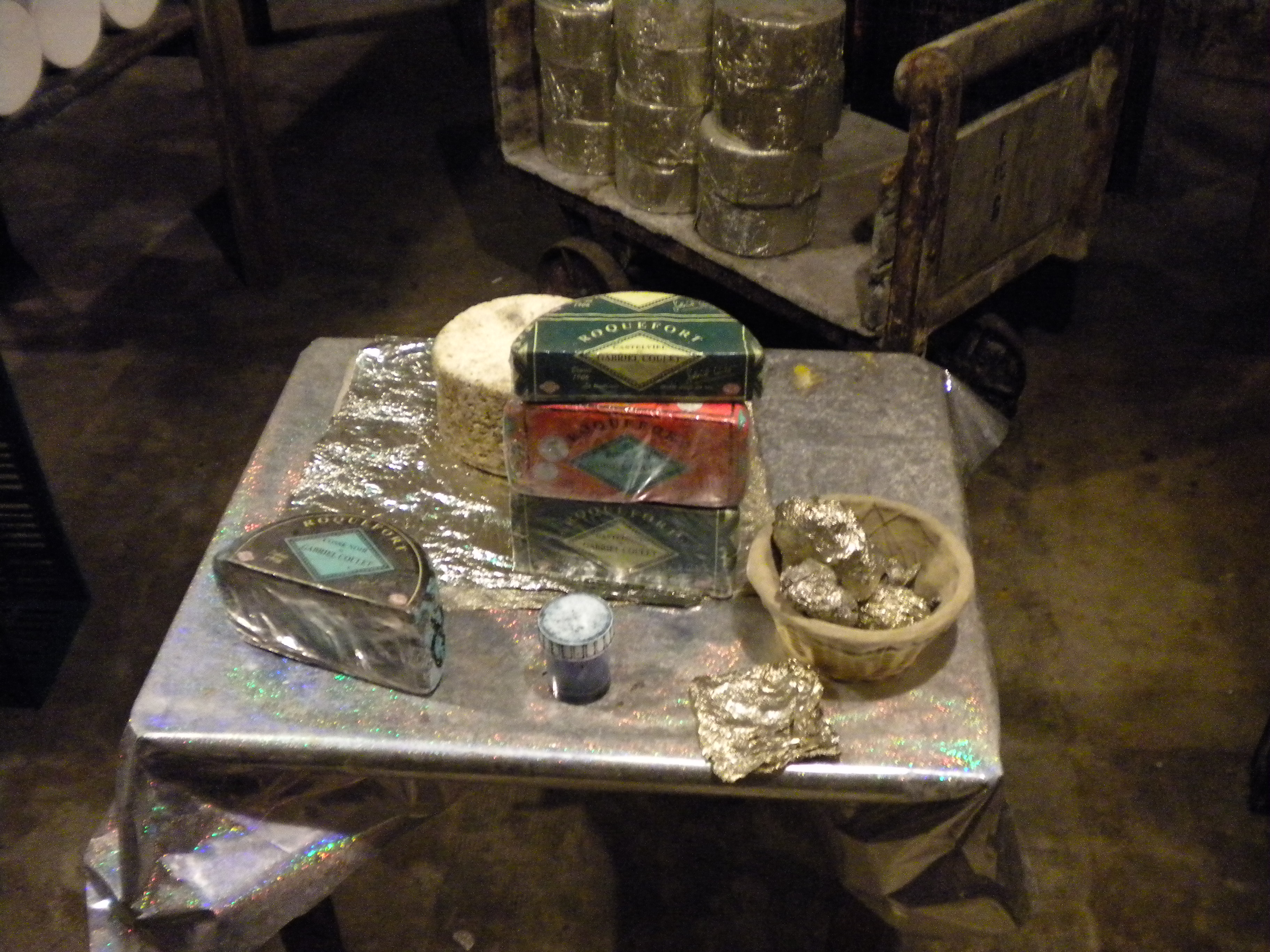
بسته‌بندی پنیر روکفور
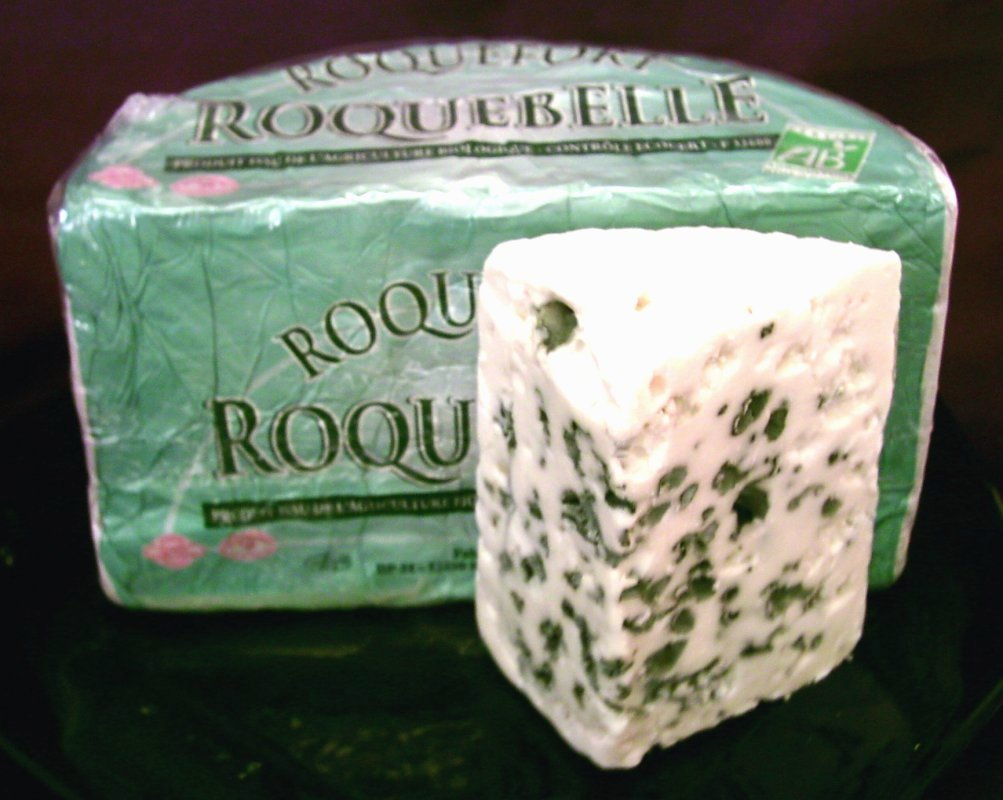
بسته‌بندی پنیر روکفور
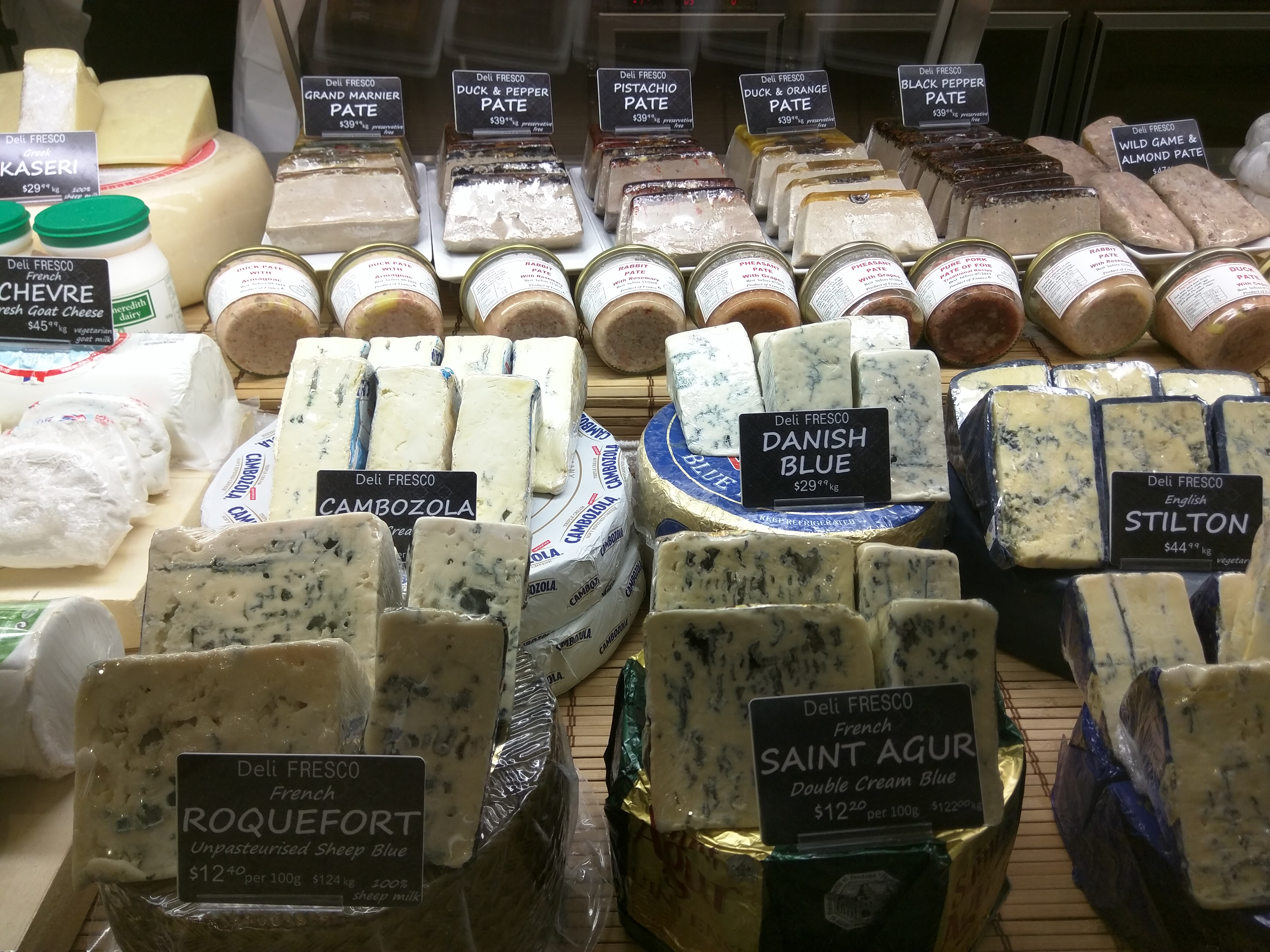
پنیر روکفور در یک فروشگاه پنیر